# 島ヶ原温泉やぶっちゃの湯
島ヶ原温泉やぶっちゃの湯 （しまがはらおんせんやぶっちゃのゆ）は三重県伊賀市（開業当時は阿山郡島ヶ原村）が設置した温泉施設である。なお、正式名称は島ヶ原ふれあいの里（しまがはらふれあいのさと）である。

## 概要
島ヶ原村が建設し、1994年（平成6年）7月にやぶっちゃランド・ゆうゆう鯛ヶ瀬（やぶっちゃランド・ゆうゆうたいがせ）として開業した。当時はしまがはら郷づくり公社が運営を行う施設であり、後に島ヶ原ふれあいの里（しまがはらふれあいのさと）へ改称した。2022年（令和4年）に伊賀市が施設売却を公表し、2023年（令和5年）4月から島ヶ原温泉リゾートが運営を行っている。

## 歴史

### 年表
- 1994年（平成6年）7月：やぶっちゃランド・ゆうゆう鯛ヶ瀬として開業[1]。
- 2005年（平成17年）2月9日：温泉施設を開設し、名称を島ヶ原ふれあいの里（通称：島ヶ原温泉やぶっちゃの湯）に改称[1]。
- 2021年（令和3年）：伊賀市が施設を売却する方針を公表[注 1][4][5]。
- 2022年（令和4年）10月18日：伊賀市が施設売却を公表[2]。
- 2023年（令和5年）
  - 2月1日：施設（※第3駐車場と第4駐車場を除く[6]）の売却先が島ヶ原温泉リゾート[注 2]となったことを公表[7][8]。
  - 4月1日：施設運営を島ヶ原温泉リゾートに変更[3]。

### 名称の由来
「やぶっちゃ」は、島ヶ原地方の方言（伊賀弁）で「みんな」という意味である。

## 施設
- 温泉
- キャンプ場 - オートキャンプ・デイキャンプ
- カヌー場
- パターゴルフ・グラウンドゴルフ場（兼用）
- テニスコート
- 水遊び場（夏季のみ）
- レンタサイクル
- バッテリーカー
- 芝生広場
- レストラン（里山料理どんど、展望お座敷やぶいり[注 3]）
- 農産物直売所
- 工房 - 餅・こんにゃく・菓子類の製造所。ここで体験教室が開かれることがある。

## アクセス
公共交通機関
- JR関西本線島ケ原駅より送迎車（※日中時間帯に運行[10]）または三重交通「やぶっちゃランド」停留所下車。  - （※路線バスは施設営業日の平日と土曜のみ経由[11]）

自動車
- 名阪国道大内ICより約15分[10]。

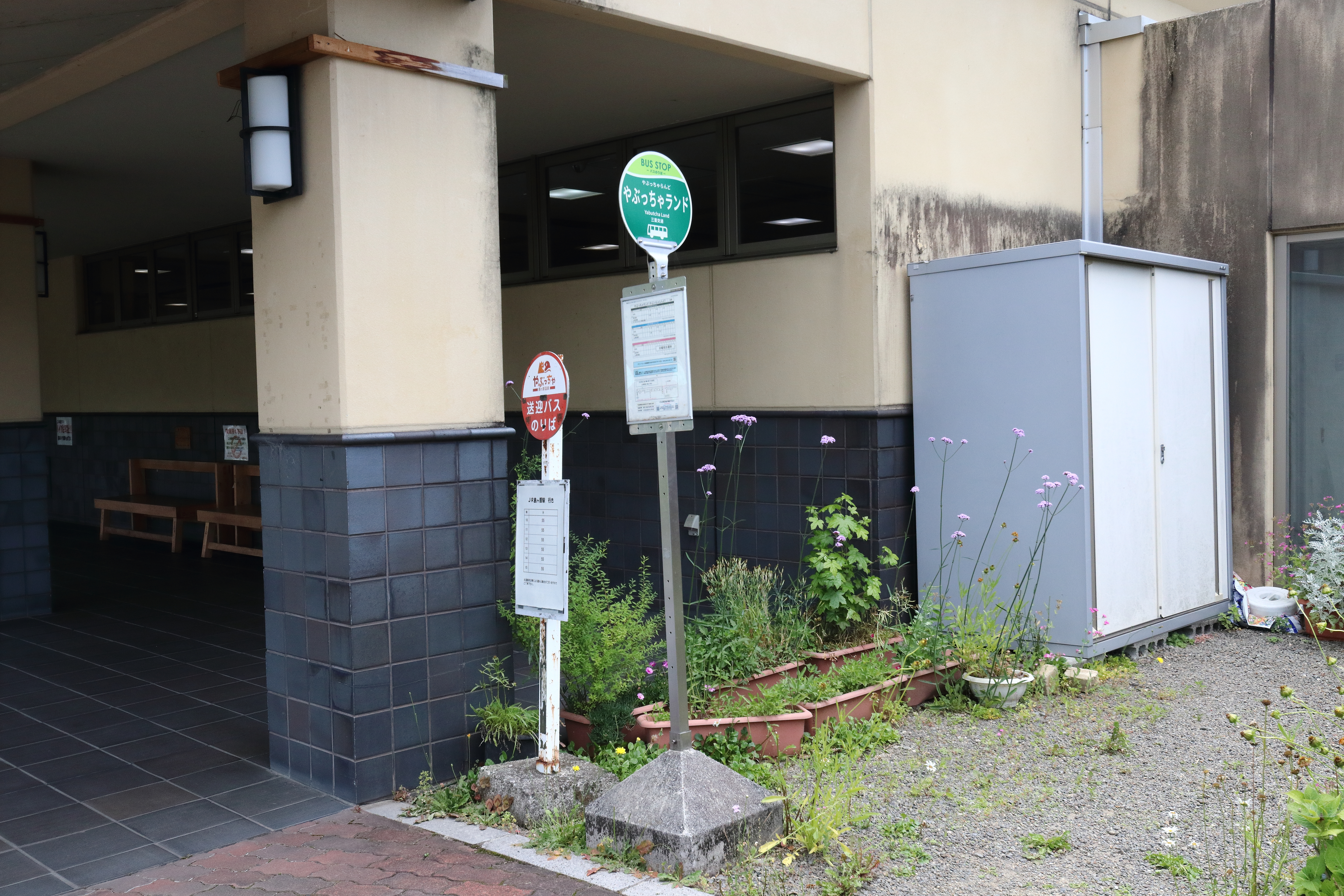
「やぶっちゃランド」停留所（2023年6月）
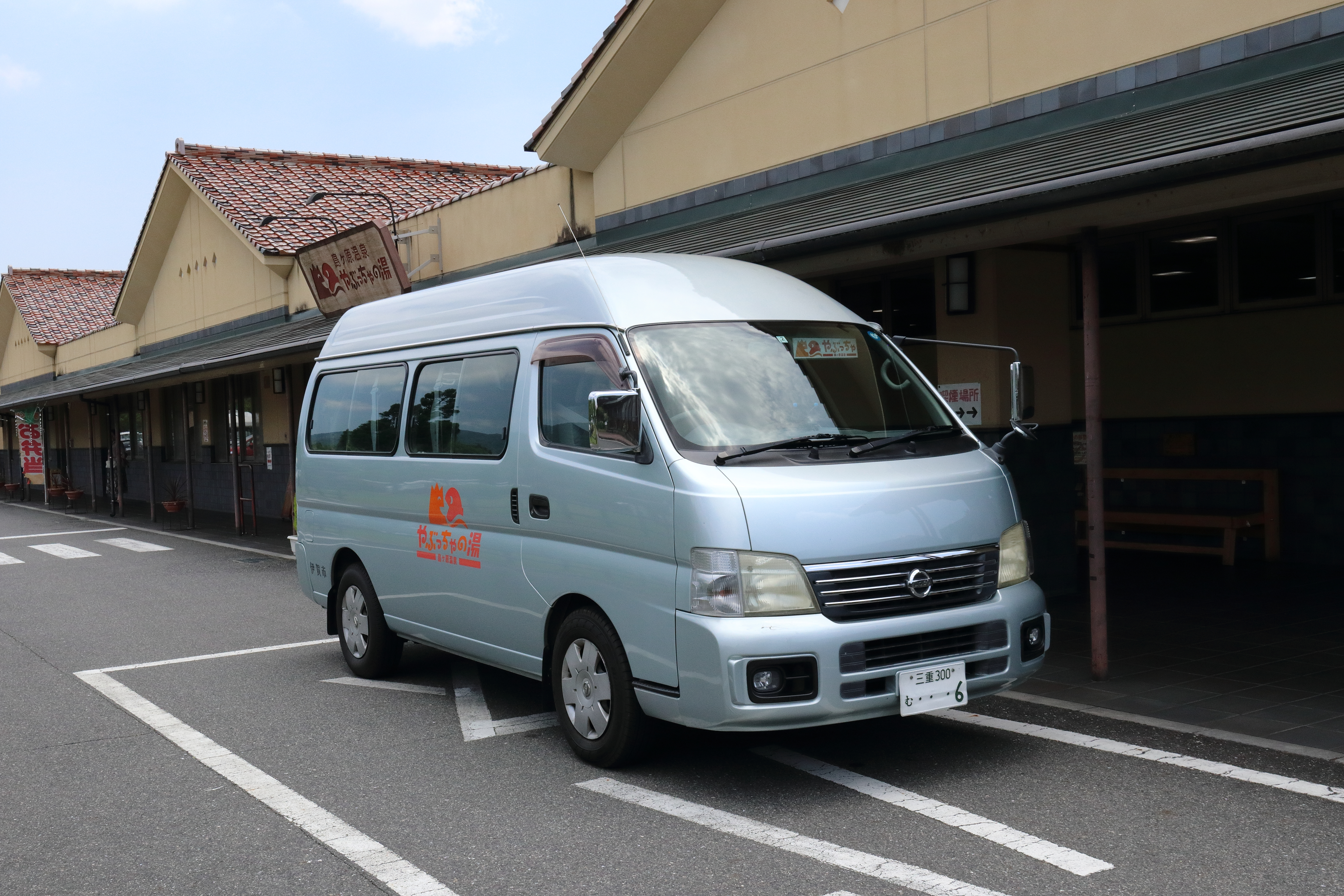
送迎車（2023年6月）